# John Caldwell Holt
John Caldwell Holt (New York, 1923. április 14. – Boston, Massachusetts, 1985. szeptember 14.) amerikai író és oktatási teoretikus. Az otthoni tanítás és a gyermeki jogok támogatója.

## Életrajz
Az egyetemet – nem pedagógia szakon − 1943-ban, 20 évesen végezte el. Ezután vonult be katonának. Három évig szolgált a USS Barbero nevű tengeralattjárón, a japán hadszíntéren ütközetekben is részt vett. Meghatározóak voltak gondolkodására a tengeralattjárón szerzett élmények. A tengeralattjáró legénysége együttműködésre volt ítélve: csak igazi közösségként lehetett hatékony, nem a beosztás számított; az egymástól való tanulás az élet természetes és szükséges része volt. Holt számára a tengeralattjáró közösségi modellje hasonlít a jó társadalom modelljére, ahol a tanulás nem válik el az élettől.
Holtot a hadszíntéren érte az atombomba ledobásának híre is. Nagyon megrázta, komoly hatása volt későbbi tetteire. 1946-ban – nyilván sokakhoz hasonlóan – azzal az elhatározással szerelt le, hogy tennie kell valamit a háborúk megismétlődése ellen. A szervezet, amelyhez Holt csatlakozott, a World Federalist Movement, egy világkormány megteremtését tűzte ki célul. Tipikusan Holtra jellemző az a mód, ahogy bekapcsolódik a munkába: elmegy másoló- és kifutófiúnak a szervezethez, egy alkalommal pedig, amikor egy rendezvényükön nem tudnak szónokot keríteni, beugrik. Olyan jól szerepel, hogy ezután hatszáz ilyen szónoklatot tart, és 1952-ben már a szervezet egyik vezetője. Végül azonban kilép, mert úgy érzi, a WFM célkitűzése nem talál szélesebb körben meghallgatásra.
Amikor Holt 1953-ban elkezdett tanítani, egy olyan világba lépett be, amelynek törvényeit ismerte, még saját iskolás korából. Ezt az iskolát összefoglaló néven tradicionálisnak lehet mondani. Itt nem a gyereksereg, hanem a tanári kar az iskola lelke. Ők adják meg a hangot. Minden gyerek egy-egy osztályba tartozik, ahova csöngetésre bemegy. A tanár az órarendnek megfelelően először ellenőrzi a házi feladatot, aztán feleltet, aztán jön az új anyag, és végül a csöngetés, ami jelzi, hogy vége az órának, és kezdődik a szünet. Ez így megy éveken át. A feleltetések, dolgozatok jegyeiből a tanárok év végén bizonyítványokat állítanak össze. A bizonyítványokat az évzárón átadják a gyerekeknek.
Holt tanári pályafutása alatt sokat volt a gyerekekkel együtt az iskolai órákon kívül is. Egyik legelső tapasztalata így az volt, hogy bizonyos gyerekek a tanórán butának mutatkoznak, míg egyébként a tanórán kívül intelligensnek. Észrevette, hogy az intelligencia nem egy standard, a környezettől elvonatkoztatott jellemzője a gyermeknek. Ez a tapasztalat aztán továbbvezetett az általános kérdéshez: vajon mennyire a magával hozott, öröklött dolgok határozzák meg az embert, és mennyire a környezet? Holt erre azt válaszolja: ha több gyereknél megfigyelhető, hogy az iskolán kívül intelligens, az iskolában pedig buta, akkor az intelligencia visszaszorulását csak az iskola rovására lehet írni. Az a kultúra, amelyben élünk, úgy tekinti a tanulást, mint ami a tanítás nyomán szinte automatikusan jön létre – pedig tudomásul kellene venni – és ez nem szólam, hanem tény –, hogy a tanulás csak akkor jön létre, ha a gyerekek biztonságban érzik magukat egymás közt és a felnőttek közt is. Az iskolában pedig tudvalevőleg gyakran nem ez a helyzet. Az iskola hibája egyértelmű. Ezt a tapasztalatot, és ennek a szempontnak fontosságát – mivel változást a rendszerben mindvégig nemigen tapasztalt – Holt egész életén át hangsúlyozta.
Ha azt szeretnénk, hogy a gyerekek jól tanuljanak – mondja Holt –, akkor életükből nagymértékben ki kellene kapcsolni a versenyt. A verseny kikapcsolása Holt szerint először is azt jelenti, hogy fel kell hagyni minden osztályzással. Ezzel összefüggésben – jellemzően a versenyeztetés helyett – a játék az, amit szükséges volna gyakorolni és gyakorolni hagyni. Holt látta, hogy az egészségesen fejlődő gyerek életében egységként van jelen a játék, a tanulás és a munka. A tradicionális iskola azonban az életre való felkészítés jegyében nemigen engedi játszani a gyereket, és sok vonatkozásban még a munkától is igyekszik elzárni. Holott a gyermeki fejlődés akkor megy jól előre, akkor marad a gyerek intelligens, ha életében a fent említett hármas egység is – a maga természetes kiegyensúlyozottságában – megmarad.
Holt – szemben például Montessorival aki a tanuló tevékenységet részmozzanatokra igyekezett izolálni – hangsúlyozta, hogy a gyerekek képesek nagyon komplex helyzetekben is tanulni. Így tanulják meg a nyelvet is, anélkül, hogy bárki direkt módon tanítaná őket, és bárki a szavakat egyenként megmagyarázná nekik. A gyerekek képesek és szeretnek a káoszban halászni. Arra van szükségük, hogy részt vehessenek a felnőttek életében – a közös életben –, és ne legyenek valahol parkolópályára állítva, mint az gyakran megtörténik otthon, az óvodában, vagy az iskolában. A valódi tanulásban a gyerek aktív szereplő, és soha nem passzív befogadó. A valódi tudás és annak fejlődése ahhoz hasonlítható, mintha a gyerek a saját fejében egy kirakós játékot rakna össze. Az igazi érdeklődése mindig a következő – éppen hiányzó – darabra irányul. Ha a gyereknek megvan a szabadsága ahhoz, hogy saját maga irányítsa a tanulását, akkor meg is fogja találni ezt a kirakós-darabot, ami tökéletesen illeszkedik az eddigi részleteiben kész képbe. Miért ne találná meg, amikor a hiányzó darab hiányát is a jóleső tanulási folyamatok hozták létre benne? Ha azonban valaki kívülről, egy külső, előre lefektetett kirakós-struktúra alapján akarja irányítani a gyerek tanulását, akkor ezzel mintegy önkényesen kiválasztott kirakós-darabot ad a gyereknek, ami persze nem fog illeszkedni a képbe – amely ezáltal nem is épül tovább. Bárhogy is hisszük, nincs olyan szakértelem, amely képes volna átlagolt csokorba szedni, hogy mire van szüksége a gyereknek ahhoz, hogy továbbfejlődjön.
Holtot a legjobban az alapoknak a tanulása-tanítása érdekelte. Meg volt győződve ugyanis arról – és ez a meggyőződése élete során csak erősödött –, hogy a gyerekek képesek lennének az írás, az olvasás és a matematika alapjainak megtanulására minden segítség nélkül, vagy legalábbis minimális segítséggel. Ezeket nem is úgy fogta fel mint tantárgyakat. Holt szerint ugyanis, ha a környezet biztonságos és így motiváló, akkor a gyerekek írni, olvasni, számolni azért tanulnak meg, mert ezek a tudások nagyon is „jól jönnek” a világra irányuló megértési kísérleteikben. Egy gyerek azért akar olvasni tudni, hogy el tudjon olvasni számára fontos dolgokat – hogy ezzel önállóbb és magabiztosabb legyen a világban. Írni azért szeretne megtanulni, mert szeretne valamit közölni a többiekkel. A matematika pedig egyrészt érdekes problémákon való gondolkodást és azok megoldását jelenti, másrészt azoknak a viszonyoknak a megértését, amikkel a mindennapi életben az ember találkozik, ahol már a kisgyermek számára is tapasztalhatóan számok, mérések, becslések fordulnak elő. Fölösleges és erőszakos cselekedet egy gyerekkel olyan könyvet olvastatni, amit nem ő maga választott ki, vagy ami nem érdekli őt. Vagy hogy tanulja meg a betűket – amikor még nem akar olvasni vagy írni.
Holt meg volt győződve arról is, hogy a gyerekek mindig képesek hibáik kijavítására, ha elég időt hagyunk nekik. Ez utóbbi a kulcs. Az iskolákban ugyanis nagyon gyakran nem így történik. A helyes választ órai helyzetekben rögtön ki kell vágni, és ha ez nem sikerül, azonnal emelkednek a karok, megkezdődnek a bekiabálások, vagy a tanár lecsap a tévedésre, és maga mondja meg a jó megoldást. Ilyen környezetben aztán az önmagában izgalmas problémaként is felfogható hiba szégyenforrássá válik – és nem marad a tanulás természetes része. Ugyanilyen a jó emlékezőtehetség ütőkártyája. A hallottak jó visszamondásának képessége adu ász: ezzel nagyon jó pontokat lehet szerezni. Be lehet vele kerülni a jó tanuló szerepbe. Akiben viszont ez a képesség nem nyilvánul meg, aki jobban szeret gondolkodni, mint azonnal produkálni, az készülhet a rossz tanuló szerepére.
Holt – a hatvanas évek intellektuális és morális forradalmától nem elütően, meglehetős nyíltsággal támadja azt a társadalmat, amely a gyerekeket kényszer alá vonó iskolákat fenntartja.
John Holt (1923–1985) első könyve, az Iskolai kudarcok (How children fail) 1964-ben jelent meg. Sikerkönyv lett, írója Amerika-szerte ismertté vált. Második könyve, a How children learn 1967-ben látott napvilágot. A két könyvet együtt több mint másfél millió példányban adták el.

## Hatása
Írásai számos embert és szervezetet inspiráltak, mint például a következőket: Summerhill School, The Evergreen State College, Caleb Gattegno, Americans for a Society Free from Age Restrictions, the National Youth Rights Association és The Freechild Project. Amikor 1985-ben 62 éves korában John Holt meghalt, egy olyan általa kezdeményezett erős mozgalmat hagyott maga mögött, amely az iskolán kívüli oktatást gyakorolja, és ma is világszerte erősödőben van.

## Magyarul megjelent művei

### Könyvek
- Iskolai kudarcok; ford. Vári Zsuzsanna, szöveggond. Kállai Tibor; Gondolat, Bp., 1991
- Túlélés vagy tanulás?; lektor: Juhász Vera, szerkesztette: Kelenhegyi Péter; Oriold és Társai Kiadó, Bp., 2023

### Cikkek, könyvrészletek
- John Holt: Tanuló irányította tanulás;

## További olvasmányok
- Fóti Péter: Utmutató rebellis tanároknak (gyerekeknek és szülőknek); Saxum kiadó, 2009
- Meighan, Roland. John Holt: Continuum Library of Educational Thought. Continuum (2007). ISBN 0-8264-8404-2